# Буль (місячний кратер)
Кра́тер Буль (лат. Boole) — стародавній великий метеоритний кратер, розташований у північно-західній частині видимого боку Місяця. Назву присвоєно на честь англійського математика і логіка Джорджа Буля (1815—1864) й затверджено Міжнародним астрономічним союзом у 1964 році. Утворення кратера відбулося у донектарському періоді.

## Опис кратера

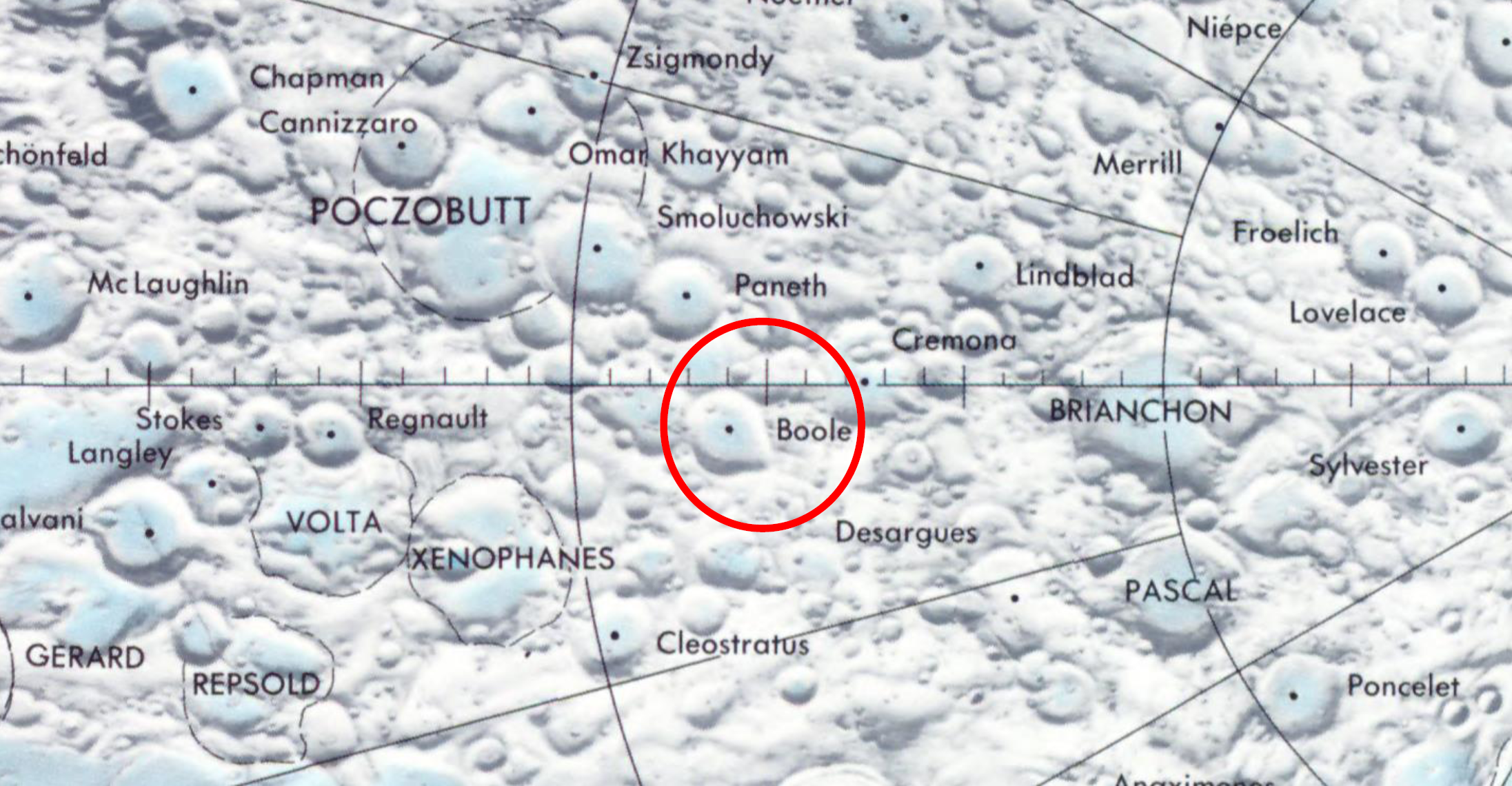
Околиці кратера Буль. Фрагмент мапи LPC1 (північ праворуч)

Найближчими сусідами кратера є кратер Кремона на півночі; кратер Жерар на південному сході; кратер Ксенофан на півдні південному сході; кратер Смолюховський на південному заході і кратер Панет на заході південному заході. Селенографічні координати центру кратера: 63°47′ пн. ш. 87°17′ зх. д. / 63.79° пн. ш. 87.29° зх. д., діаметр 61,3 км, глибина 2,4 км.
Кратер має майже правильну циркулярну форму і широкий внутрішній схил. Південну частину валу частково перекриває сателітний кратер Буль E (див. нижче), утворюючи сідлоподібну долину між двома кратерами. Висота валу над навколишньою місцевістю — 1230 м, об'єм кратера становить приблизно 3400 км³. Дно чаші кратера плоске, відзначене лише декількома дрібними кратерами. Місцевість поблизу західної околиці кратера поцяткована безліччю невеликих кратерів, що утворюють ланцюжок, який простягнувся на північ у напрямі до кратера Бріаншон.
Через своє розташування поблизу північно-західного лімба видимого боку Місяця вигляд кратера при спостереженнях має сильно витягнуту спотворену форму.

## Сателітні кратери
| Буль | Координати                                                | Діаметр, км |
| ---- | --------------------------------------------------------- | ----------- |
| A    | 63°25′ пн. ш. 80°34′ зх. д. / 63.42° пн. ш. 80.57° зх. д. | 55,9        |
| B    | 63°36′ пн. ш. 77°42′ зх. д. / 63.6° пн. ш. 77.7° зх. д.   | 9,0         |
| C    | 65°22′ пн. ш. 82°28′ зх. д. / 65.37° пн. ш. 82.47° зх. д. | 17,5        |
| D    | 64°01′ пн. ш. 83°23′ зх. д. / 64.01° пн. ш. 83.38° зх. д. | 10,8        |
| E    | 62°50′ пн. ш. 84°40′ зх. д. / 62.84° пн. ш. 84.66° зх. д. | 15,9        |
| F    | 64°06′ пн. ш. 79°25′ зх. д. / 64.1° пн. ш. 79.41° зх. д.  | 33,3        |
| G    | 65°16′ пн. ш. 90°41′ зх. д. / 65.27° пн. ш. 90.68° зх. д. | 40,5        |
| H    | 61°44′ пн. ш. 88°50′ зх. д. / 61.73° пн. ш. 88.83° зх. д. | 82,4        |
| R    | 64°23′ пн. ш. 78°15′ зх. д. / 64.39° пн. ш. 78.25° зх. д. | 13,6        |

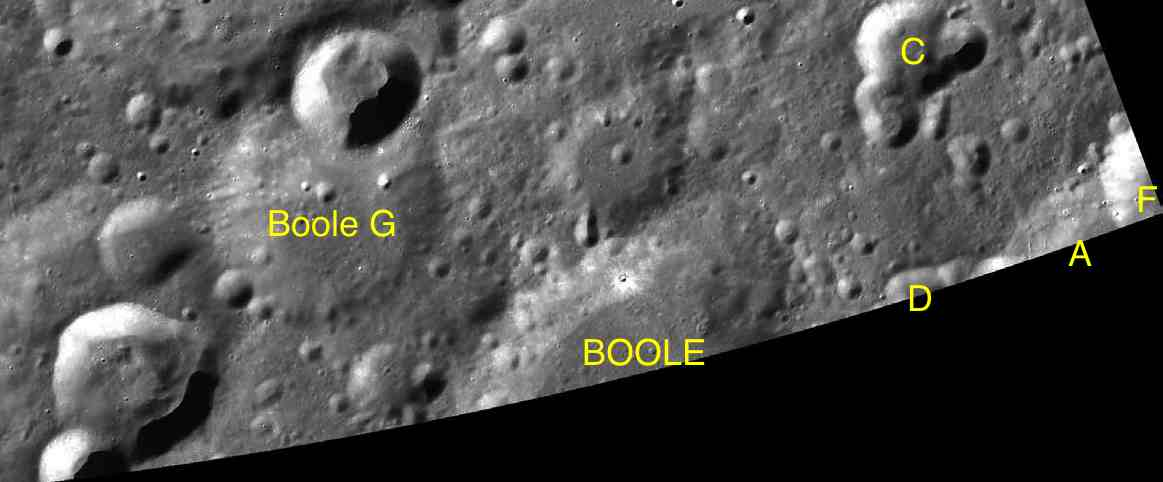
Фрагмент мапи LAC-9

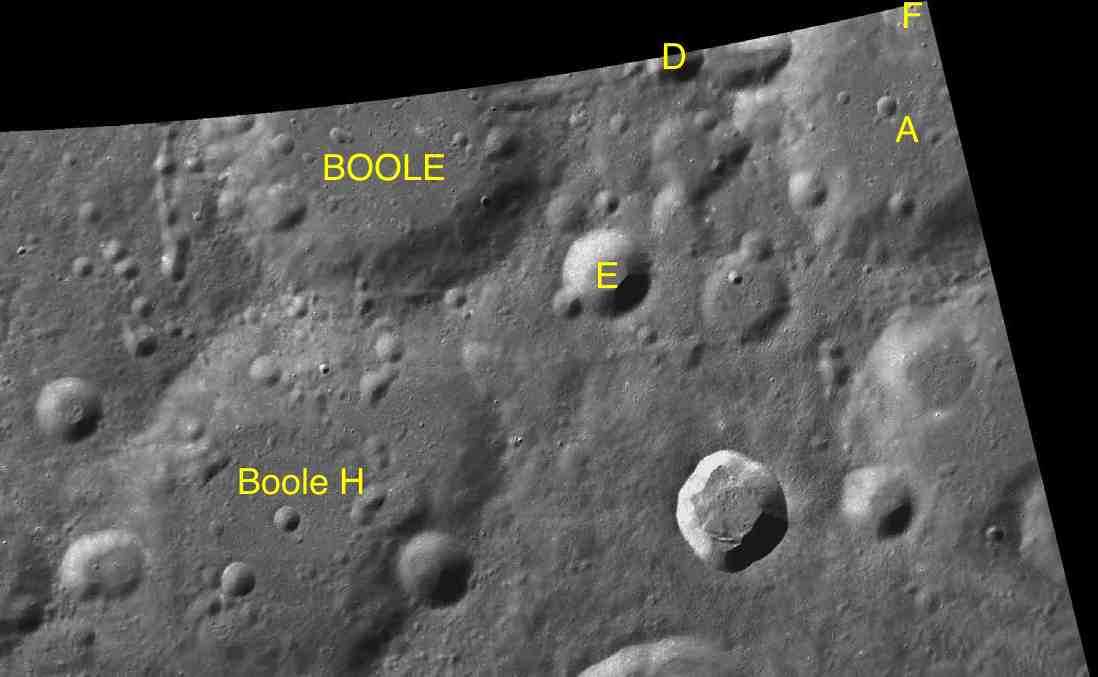
Фрагмент мапи LAC-21

- Утворення сателітного кратера Буль H відбулося у донектарському періоді[1].